# Persone di cognome Williams/Calciatori
| Questa pagina contiene informazioni ricavate automaticamente dalle voci biografiche con l'ausilio del template Bio e di un bot. L'aggiornamento è periodico e automatico e ricostruisce completamente la pagina. Se manca una persona in questa lista, sei pregato di non aggiungerla, ma accertati piuttosto che la sua voce biografica contenga il template Bio e che i dati anagrafici siano correttamente compilati. Se il template Bio manca, inseriscilo tu stesso o, in alternativa, metti l'avviso {{tmp\|Bio}} che ne segnala la mancanza. Se i dati riportati sono sbagliati, correggi direttamente la voce biografica; le modifiche saranno visibili in questa lista entro pochi giorni. Per chiarimenti vedi il progetto antroponimi. La lista contiene solo le 64 persone che sono citate nell'enciclopedia e per le quali è stato implementato correttamente il template Bio. Pagina aggiornata al 23 lug 2025. |

Questa è una lista di persone presenti nell'enciclopedia che hanno il cognome Williams e sono calciatori.

## A(9)
- Alex Williams, ex calciatore inglese (Manchester, n. 1961)
- Andrew Williams, ex calciatore canadese (Toronto, n. 1977)
- Andrew Williams, calciatore inglese
- Andy Williams, ex calciatore inglese (Bristol, n. 1977)
- Ashley Williams, ex calciatore gallese (Tamworth, n. 1984)
- Ashley Williams, calciatore liberiano (Monrovia, n. 2000)
- Augustine Williams, calciatore sierraleonese (Freetown, n. 1997)
- Avondale Williams, calciatore e allenatore di calcio anglo-verginiano (n. 1977)
- Axel Williams, calciatore francese (n. 1983)

## B(3)
- Ben Williams, ex calciatore inglese (Manchester, n. 1982)
- Bert Frederick Williams, calciatore inglese (Bradley, n. 1920 - Wolverhampton, † 2014)
- Brandon Williams, calciatore inglese (Manchester, n. 2000)

## C(2)
- Charles Williams, ex calciatore maltese (n. 1944)
- Chris Williams, ex calciatore canadese (Toronto, n. 1981)

## D(11)
- Damion Williams, ex calciatore giamaicano (n. 1981)
- Daniel Williams, ex calciatore tedesco (Karlsruhe, n. 1989)
- Daniel Williams, calciatore gallese (n. 2001)
- Danny Williams, ex calciatore inglese (Wigan, n. 1988)
- David Joel Williams, calciatore australiano (Brisbane, n. 1988)
- Daurance Williams, ex calciatore trinidadiano (n. 1983)
- Derrick Williams, calciatore irlandese (Amburgo, n. 1993)
- Devon Williams, calciatore giamaicano (Kingston, n. 1992)
- Dicoy Williams, ex calciatore giamaicano (Kingston, n. 1986)
- Dino Williams, ex calciatore giamaicano (n. 1990)
- Dioh Williams, calciatore liberiano (Monrovia, n. 1984)

## E(2)
- Eifion Williams, ex calciatore gallese (Bangor, n. 1975)
- Evan Williams, calciatore scozzese (Dumbarton, n. 1943 - Dumbarton, † 2025)

## G(4)
- Gary Williams, ex calciatore inglese (Wolverhampton, n. 1960)
- Gavin Williams, ex calciatore gallese (Merthyr Tydfil, n. 1980)
- George Williams, calciatore gallese (Milton Keynes, n. 1995)
- Gerard Williams, calciatore nevisiano (n. 1988)

## H(1)
- Harry Williams, ex calciatore australiano (Sydney, n. 1951)

## J(8)
- Joe Williams, calciatore inglese (Liverpool, n. 1996)
- Jan-Michael Williams, ex calciatore trinidadiano (Couva, n. 1984)
- Jesse Williams, calciatore trinidadiano (n. 2001)
- John Williams, ex calciatore inglese (Birmingham, n. 1968)
- Jomal Williams, calciatore trinidadiano (Port of Spain, n. 1994)
- Jonathan Peter Williams, calciatore gallese (Pembury, n. 1993)
- Jordan Williams, calciatore inglese (Huddersfield, n. 1999)
- Jordan Williams, calciatore inglese (Whiston, n. 1992)

## M(6)
- Marcus Williams, ex calciatore inglese (Doncaster, n. 1986)
- Mark Williams, ex calciatore sudafricano (Città del Capo, n. 1966)
- Mark Williams, ex calciatore nordirlandese (Stalybridge, n. 1970)
- Matthew Williams, ex calciatore gallese (St Asaph, n. 1982)
- Mekeil Williams, calciatore trinidadiano (Port of Spain, n. 1990)
- Michael Williams, ex calciatore montserratiano (n. 1988)

## N(1)
- Neco Williams, calciatore gallese (Wrexham, n. 2001)

## O(1)
- Olajide Williams, ex calciatore nigeriano (n. 1988)

## P(3)
- Paul Williams, ex calciatore inglese (Stratford, n. 1965)
- Pernal Williams, calciatore santaluciano (n. 1991)
- Petrez Williams, calciatore nevisiano (Saint Paul Capisterre, n. 2000)

## R(5)
- Rhys Williams, ex calciatore australiano (Perth, n. 1988)
- Rhys Williams, calciatore inglese (Preston, n. 2001)
- Romario Williams, calciatore giamaicano (Portmore, n. 1994)
- Ronwen Williams, calciatore sudafricano (Port Elizabeth, n. 1992)
- Ryan Dale Williams, calciatore australiano (Subiaco, n. 1993)

## S(4)
- Shaun Williams, calciatore irlandese (Dublino, n. 1986)
- Sheanon Williams, ex calciatore statunitense (Boston, n. 1990)
- Steve Williams, ex calciatore inglese (Romford, n. 1958)
- Stuart Williams, calciatore e allenatore di calcio gallese (Wrexham, n. 1930 - Southampton, † 2013)

## T(2)
- Tom Williams, ex calciatore inglese (Londra, n. 1980)
- Tiquanny Williams, calciatore nevisiano (n. 2001)

## W(2)
- Walter Williams, calciatore honduregno (La Ceiba, n. 1983 - La Ceiba, † 2018)
- Wendol Williams, calciatore anglo-verginiano (Road Town, n. 1970 - Road Town, † 2010)